# Плави дујкер
Плави дујкер (лат. Philantomba monticola) је врста дујкера. 

## Угроженост
Ова врста је наведена као последња брига, јер има широко распрострањење и честа је врста.

## Распрострањење
Ареал плавог дујкера обухвата већи број држава у Африци. Врста је присутна у следећим државама: Судан, Нигерија, Замбија, Зимбабве, Јужноафричка Република, Ангола, Малави, Свазиленд, Камерун, ДР Конго, Република Конго, Мозамбик, Кенија, Танзанија, Централноафричка Република, Екваторијална Гвинеја, Габон, Гвинеја, Руанда и Уганда.

## Станиште
Станиште врсте су шуме. 
Врста је по висини распрострањена од нивоа мора до 3.000 метара надморске висине. 